# Gabinete Laval III
O Gabinete Laval III foi o ministério formado por Pierre Laval em 14 de janeiro de 1932 e dissolvido em 06 de fevereiro do mesmo ano. Foi o 88º gabinete da Terceira República Francesa, sendo antecedido pelo Gabinete Laval II e sucedido pelo Gabinete Tardieu III.

## Contexto
O terceiro governo de Pierre Laval foi fruto de uma nova reformulação feita em seu gabinete anterior, num contexto em que os efeitos da Grande Depressão já se faziam sentir na França. Contudo, esse novo ministério durou pouco mais de 20 dias, sendo colocado em minoria pelo Senado Francês e derrubado após uma tentativa de mudança da lei eleitoral pouco antes das eleições legislativas.
Após uma série de tentativas frustradas, o Presidente da República, Paul Doumer, nomeou André Tardieu, então ministro da Guerra, para substituí-lo.

## Composição
- Presidente da República: Paul Doumer
- Presidente do Conselho de Ministros: Pierre Laval
- Ministro dos Estrangeiros: Pierre Laval
- Ministro da Justiça: Léon Bérard
- Ministro do Interior: Pierre Cathala
- Ministro da Guerra: André Tardieu
- Ministro das Finanças: Pierre-Étienne Flandin
- Ministro da Marinha Militar: Charles Dumont
- Ministro da Instrução Pública e Belas Artes: Marius Roustan
- Ministro das Obras Públicas: Maurice Deligne
- Ministro da Agricultura: Armand Achille-Fould
- Ministro do Comércio e Indústria: Louis Rollin
- Ministro do Trabalho e Segurança Social: Adolphe Landry
- Ministro das Pensões: Auguste Champetier de Ribes
- Ministro do Ar: Jacques-Louis Dumesnil
- Ministro dos Correios, Telégrafos e Telefones: Charles Guernier
- Ministro da Marinha Mercante: Louis de Chappedelaine
- Ministro da Saúde Pública: Camille Blaisot
- Ministro do Orçamento: François Piétri